# James L. Larson
James „Jim“ Lee Larson (* 17. September 1931; † 6. Januar 2021) war ein US-amerikanischer Skandinavist und Professor für Skandinavische Sprachen an der University of California, Berkeley.

## Leben und Werk
Larson studierte Komparatistik und befasste sich folgend schwerpunktmäßig mit skandinavischer Literatur. Im Jahr 1965 erlangte er einen PhD an der Universität Berkeley mit einer Dissertation über Speculation and Experience: an Inquiry Into Systematic Description in the Work of Carl Von Linné. Während der Abfassung hatte er einige Jahre in Stockholm und Uppsala verbracht.
Aus seinem Nachlass finanziert, wird seit 2022 durch die DIS Kopenhagen (Organisation für Studentenaustausch) das James Larson Memorial Scholarship vergeben. Deren Einrichtung hatte er mehrere Male besucht, unter anderem 1995 als Gastwissenschaftler.
In seiner Forschung arbeitete er über die Verbindung der Naturwissenschaft mit der Sprache und Literatur des frühneuzeitlichen Nordeuropas und insbesondere zur Biologiegeschichte und Carl Von Linné. Er gehörte zu den führenden Interpreten Linnés im englischsprachigen Raum. Dabei verfolgte er insgesamt einen interdisziplinären Ansatz. Weiterhin verfasste er eine Geschichte der skandinavischen Länder aus einer nordischen Perspektive während des Zusammenbruchs der Kalmarer Union, der Reformation und Gründung der Staaten Dänemark-Norwegen und Schweden. Durch seine traditionelle Erzählung richtet sich das Werk vornehmlich an ein internationales Publikum, womit sich Larson zu Historikern wie Michael Roberts, David Kirby und Paul D. Lockhart einreiht, welche die nordische Geschichte einer breiteren Leserschaft eröffneten.

## Veröffentlichungen (Auswahl)
- Speculation and Experience: an Inquiry Into Systematic Description in the Work of Carl Von Linné. 1965. (1970 über University Microfilms, Ann Arbor veröffentlicht)
- Reason and experience. The representation of natural order in the work of Carl von Linné. Univ.of Calif.Pr, Berkeley, Cal. 1971, ISBN 0-520-01834-6.
- Interpreting nature. The science of living form from Linnaeus to Kant. Johns Hopkins Univ. Press, Baltimore 1994, ISBN 0-8018-4840-7.
- Reforming the north. The kingdoms and churches of Scandinavia, 1520–1545. Cambridge Univ. Press, Cambridge 2010, ISBN 978-1-107-68945-9.

Übersetzungen
- mit Leonard Nathan: Songs of Something Else: Selected Poems of Gunnar Ekelof. Princeton University Press, Princeton, N.J. 1982, ISBN 978-1-4008-5623-7.
- Kurt Johannesson: The renaissance of the Goths in sixteenth-century Sweden. Johannes and Olaus Magnus as politicians and historians. University of California Press, Berkeley 1991, ISBN 978-0-520-07013-4.